# マット・マレンウェッグ
マシュー・チャールズ・"マット"・マレンウェッグ（Matthew Charles "Matt" Mullenweg、1984年1月11日 - ）は、アメリカ合衆国の実業家。2008年、スティーブ・ジョブス、スティーブ・バルマー、ジェフ・ベゾスらとともに、ビジネスウィークが選定した「インターネットで最も影響力のある25人」に選ばれ、マレンウェッグは24歳で最年少であった。現在、Automattic社のCEO、WordPress Foundationが運営するオープンソースコンテンツ管理システム (CMS) である「WordPress」の開発者。
マレンウェッグはヒューストン大学に通い政治学を専攻したが、CNET Networks社での仕事に従事する為2004年に退学した。2005年後半に
CNET Networks社を退社し、Automattic社を設立。Automattic社は
WordPress.com（無料のWordPressブログ等を提供）の他、Akismet、Gravatar、VaultPress、IntenseDebate、Polldaddy等のサービスを運営している。マレンウェッグの個人ブログ"ma.tt"はドメインハックである。
2005年以降、マレンウェッグはカナダのNorthern Voice、世界中で開催されているWordCamp、SxSW、BogWorld Expo、Greek Blogger Camp、 Yahoo TechDev Talk、 Web 2.0 Submit、 YCombinator's Startup School、 Le Webなど、カンファレンスやイベントにて多数の講演を行っている
マレンウェッグは通っていたHigh School for the Performing and Visual Artsでジャズサクソフォーンを学んだ。また、マレンウェッグはDvorak配列のユーザーでもあり、1分間に120ワード以上タイプすることができる。

## 経歴
マレンウェッグは2002年6月、ナショナル・フェド・チャレンジ（高校生向けの学術競技会）に参加したあと、ワシントンD.C.旅行の写真を管理する目的でブログソフトウェア「b2」を利用し始めた。彼はタイポグラフィやパーマリンクに関するマイナーな貢献を行った。
b2は開発が終了するが、数ヶ月後の2003年1月、マレンウェッグはWEB標準や、自分自身の要望に合うものにforkすることを自身のブログで発表し、マイク・リトルと共同でWordPressの開発をはじめる。この発表を見て、オリジナルのb2の開発者であったen:Michael Valdrighiも加わる。このときマレンウェッグは19歳であり、ヒューストン大学政治学専攻の1年生であった。
5月27日、WordPress0.70がリリースされる。

## 慈善活動
マレンウェッグはArchive.org、Electronic Frontier Foundation、Free Software Foundation、Long Now、Innocence Projectを含む幾つかの慈善団体を支援しており、Grist.orgの理事会に名を連ねている他、WordPress Foundationの設立者/取締役であり、企業以外では唯一Apacheソフトウェア財団のプラチナスポンサーである。